# Trench

Officiell logotyp för albumet

Trench är den amerikanska musikduon Twenty One Pilots femte studioalbum. Albumet släpptes 5 oktober 2018, under skivbolaget Fueled By Ramen.